# NAD+ヌクレオシダーゼ
NAD+ヌクレオシダーゼ(NAD+ nucleosidase、EC 3.2.2.5)は、以下の化学反応を触媒する酵素である。
NAD+ + 水{\displaystyle \rightleftharpoons }ADPリボース + ニコチンアミド
従って、この酵素は、NAD+と水の2つの基質、ADPリボースとニコチンアミドの2つの生成物を持つ。
この酵素は加水分解酵素、特にN-グリコシル化合物を分解するグリコシダーゼに分類される。系統名はNAD+グリコヒドロラーゼ(NAD+ glycohydrolase)である。NADアーゼ、DPNアーゼ、ジホスホピリジンヌクレオシダーゼ、ニコチンアミドアデニンジヌクレオチドヌクレオシダーゼ等と呼ばれることもある。ニコチン酸やニコチンアミドの代謝、またカルシウムシグナリング経路に関与している。

## 構造
2007年末時点で、25個の構造が解かれている。蛋白質構造データバンクのコードは、1ISF、1ISG、1ISH、1ISI、1ISJ、1ISM、1LBE、1R0S、1R12、1R15、1R16、1YH3、1ZVM、2EF1、2HCT、2I65、2I66、2I67、2O3Q、2O3R、2O3S、2O3T、2O3U、2PGJ、2PGLである。